# -0 i +0
−0 (ujemne zero) i +0 (dodatnie zero) – symbole używane w informatyce (dla odróżnienia dwóch reprezentacji zera w niektórych kodowaniach) i matematyce (do oznaczenia granic jednostronnych w zerze) oraz w architekturze i budownictwie.

## Architektura i budownictwo
W architekturze i budownictwie symbolu ±0 używa się do oznaczania poziomu 0 budynku (zera budynku), tj. najczęściej poziomu posadzki parteru, względem innego układu odniesienia (np. n.p.m.).

## Matematyka
W matematyce zapisy −0 i +0 oznaczają po prostu 0 (liczbą przeciwną do 0 jest 0). Czasami jednak symbolu −0 używa się w celu oznaczenia lewostronnej granicy funkcji w zerze, a +0 – do oznaczenia prawostronnej granicy funkcji w punkcie zero. Innymi często spotykanymi symbolami oznaczającymi wspomniane granice są 0− i 0+.

## Informatyka
W informatyce symbolami −0 i +0 oznacza się dwa alternatywne sposoby zapisu liczby zero w liczbach zmiennoprzecinkowych oraz w niektórych kodowaniach liczb całkowitych (np. ZM i U1).
W arytmetyce liczb zmiennoprzecinkowych operacje na zerze ze znakiem określone są zwykle tak:
{\displaystyle {\begin{array}{rcll}{x \over \pm 0}&=&\pm \infty &(x>0)\\{x \over \pm 0}&=&\mp \infty &(x<0)\\{+0 \over \pm \infty }&=&\pm 0\\{-0 \over \pm \infty }&=&\mp 0\\{\pm 0 \over x}&=&\pm 0&(x>0)\\{\pm 0 \over x}&=&\mp 0&(x<0)\\{x \over \pm \infty }&=&\pm 0&(x>0)\\{x \over \pm \infty }&=&\mp 0&(x<0)\\+0\cdot \pm 0&=&\pm 0\\-0\cdot \pm 0&=&\mp 0\\\pm 0\cdot x&=&\pm 0&(x>0)\\\pm 0\cdot x&=&\mp 0&(x<0)\\\pm 0+\pm 0&=&\pm 0\\\pm 0-\mp 0&=&\pm 0\\\pm 0+x&=&x&(x\neq 0)\\{\sqrt {\pm 0}}&=&\pm 0\\\end{array}}}
Pierwsze z tych działań może być wykorzystane do odróżnienia zera dodatniego od ujemnego. Sprawdzenie, czy dwa zera są równe, da nam zawsze prawdę, niezależnie od znaku tych zer.
Wynikiem poniższych operacji może być zarówno +0 jak i −0, zależy to od sposobu zaokrąglania (zwykle domyślnie jest to +0):
{\displaystyle {\begin{array}{rcll}+0&+&-0\\-0&+&+0\\+0&-&+0\\-0&-&-0\\x&-&x&(x\neq 0)\\\end{array}}}
Poniższe operacje są niewykonalne i zwrócą NaN (nie-liczba) niezależnie od znaków zer i nieskończoności:
{\displaystyle {\begin{array}{c}{0 \over 0}\\0\cdot \infty \end{array}}}